# Universidade NSCAD
A Universidade NSCAD (em inglês: Nova Scotia College of Art and Design) também chamada de Faculdade de Arte e Design da Nova Escócia, é uma faculdade de artes e design em Halifax na Nova Escócia, Canadá. Foi fundada em 1887 por Anna Leonowens e mais tarde tornou-se a primeira escola de graduação em artes no Canadá.